# Бой за высоту Ослиное Ухо
Бой за высоту Ослиное Ухо — бои между ваххабитами и 7-й гвардейской десантно-штурмовой дивизией федеральных сил за контроль над стратегической высотой Ослиное Ухо (авар. Xlамиль гlин), (координаты: 42°39′59″ с. ш. 46°08′00″ в. д.), происходившие в августе 1999 года в Дагестане.

## Характеристика
Ослиное Ухо — лысая гора западнее Ботлиха, высота над ложем около 500 м. Имеет две вершины с отметками 1361,5 и 1622,5.

## Ход боев
- 9 августа — боевики занимают высоту.
- 12 августа — федеральные войска обстреливают высоту из «Градов» и наносят ракетные удары с вертолётов.
- 13 августа — отряд десантников (63 человека из батальона 108-го гвардейского парашютно-десантного полка 7-й гвардейской десантно-штурмовой дивизии) под командованием майора Сергея Костина в 5 часов утра начинает штурм высоты. Захвачена нижняя высота 1361,5.

Воспоминания о событиях 13 августа одного из участников боя (орфография и пунктуация автора):

Вообще восходили на горку 65 человек из нашего батальона, в основном разведвзвод и 1 пдр к-н Сергеева. Выдвинулись мы на место 12.08 вечером, вела нас на горку группа спецназа из 22 бригады ГРУ. На месте мы были в 5.30 утра. Одна группа расположилась ниже основной высоты, там был установлен миномет, а остальные где-то около 45 человек во главе с комбатом Костиным закрепились на основной высоте.
Около 6 утра разведчики увидели 5 человек, поднимавшихся на высотку, оказалось, что это были духи. И по ним был открыт огонь. Вот с этого момента начался огневой контакт. Где-то минут 15 был вялый бой, видимо, они подтягивали резервы, затем они начали массированный обстрел горки. Били со всего, что у них было: ПКМ, снайпера работали с соседней горки, подствольники, чуть позже начал работать миномётный расчет по нашим позициям. И вот пошла первая атака духов со стороны разведвзвода, около 20 человек пыталось прорваться на высотку. Разведчики отбили первую атаку. Затем атаки духов пошли волнами. Был ранен м-р Костин и к-н Сергеев и ещё человек 10, первый был убит с-т Силко из 1 ПДР, а затем всё больше и больше.<…>

Бой продолжался около 6 часов, после чего высота была оставлена. Из 65 человек 12 было убито вместе с м-р Костиным, 25 ранено. <…> духи просто обработали высотку с миномётов, поэтому такие потери, в основном осколочные. Затем были ещё штурмы, но с 13.08 не сравнить.
В результате этого боя десантники отошли с захваченных позиций. Командир — майор Костин — погиб вместе с 12 десантниками, ещё 25 получили ранения.
- Подход первого батальона ставропольских десантников для замены на высоте первого батальона новороссийских десантников, а также седьмой роты ставропольцев.
- 18 августа — новый штурм. Десантники обошли высоту с флангов и блокировали боевиков наверху. Последовало несколько атак, отбитых боевиками.
- 19 августа — огонь боевиков стал менее шквальным, поскольку они стали испытывать дефицит боеприпасов. Позже они покинули высоту.
- Боевиками был заминирован подход к вершине горы (1622,5), что существенно осложняло её штурм.
- Непосредственный захват высоты 1622,5 осуществлялся 1 и 2 ротой 247-го десантного штурмового полка, располагавшихся на позициях в 50—100 м от вершины горы Ослиное ухо, после неудачного штурма, ввиду потерь 4 бойцов и наличия многочисленных раненых, вторая рота была снята с позиций, и последующий захват вершины проводила 1 рота 247-го десантно-штурмового полка, в составе которой также находились приданные бойцы 131-й мотострелковой бригады в количестве примерно 6 человек.[3]

## Потери 247-го дшп
- Хоменко Игорь Владимирович, капитан, в/ч 54801, 7-я дшд, 247-й дшп. капитан (дата гибели 22.08.1999) Герой Российской Федерации
- Александров Роман Сергеевич, в/ч 54801, 7-я дшд, 247-й дшп, 2 рота. рядовой (дата гибели 18.08.1999)
- Батрутдинов Ильсур Галиевич, в/ч 54801, 7-я дшд, 247-й дшп, 1 рота. рядовой (дата гибели 23.08.1999)
- Деревенский Сергей Павлович, в/ч 54801, 7-я дшд, 247-й дшп, 7 рота. рядовой (дата гибели 16.08.1999)
- Зацепин Александр Сергеевич, в/ч 54801, 7-я дшд, 247-й дшп, 2 рота. рядовой (дата гибели 19.08.1999)
- Пыжьянов Александр Геннадьевич, в/ч 54801, 7-я дшд, 247-й дшп, 2 рота.рядовой (дата гибели 18.08.1999)
- Степушкин Александр Велирович, в/ч 54801, 7-я дшд, 247-й дшп, 2 рота. младший сержант (дата гибели 22.08.1999)
- Чумак Юрий Алексеевич, в/ч 54801, 7-я дшд, 247-й дшп, 7 рота. сержант (дата гибели 22.08.1999) Герой Российской Федерации

По некоторым данным, капитан Хоменко и сержант Чумак погибли примерно за неделю до указанных дат, но их тела были обнаружены только 22 августа 1999 года. Рядовой Зацепин Александр Сергеевич был ранен во время штурма высоты и не смог отступить с подразделением, под покровом ночи офицерами и солдатами 2 роты была предпринята попытка вынести его с поля боя, но боевики её пресекли, попутно заминировав подходы. Половина погибших и большая часть раненых ставропольских десантников были участниками неудачного штурма 18 августа 1999 года силами 1 и 2 роты 247-го дшп.